# 7 Korpus Artylerii Obrony Przeciwlotniczej
7 Korpus Artylerii Obrony Przeciwlotniczej (7 KA OPL) – wyższy związek taktyczny artylerii przeciwlotniczej ludowego Wojska Polskiego.
Formowanie dowództwa korpusu rozpoczęto w marcu 1951 w Bytomiu na terenie OW Kraków. W maju zaś przystąpiono do organizacji poszczególnych pułków.  W skład korpusu wchodziło siedem pułków artylerii OPL, w tym dwa pułki małego kalibru (85 i 99) i pięć średniego kalibru (89, 90, 96, 97 i 98). Za sformowanie pułków dyslokowanych na terenie OW Śląsk odpowiedzialny był dowódca okręgu. Miał on zakończyć formowanie 98 i 99 pa OPL do 1 grudnia 1952 roku.
Dowódcą korpusu był generał brygady Michaił Bondarenko.
W październiku 1952 podjęto decyzję o rozformowaniu dowództwa korpusu. Większość z pułków artylerii plot znajdujących się dotychczas w tym korpusie wykorzystano do sformowania 13 i 15 Dywizji Artylerii OPL.

## Struktura organizacyjna
- Dowództwo 7 Korpusu Artylerii Obrony Przeciwlotniczej w Bytomiu[2]
- Bateria Dowodzenia 7 Korpusu Artylerii Obrony Przeciwlotniczej w Bytomiu
- 85 Pułk Artylerii Obrony Przeciwlotniczej w Bytomiu-Wełnowcu
- 89 Pułk Artylerii Obrony Przeciwlotniczej w Chorzowie
- 90 Pułk Artylerii Obrony Przeciwlotniczej w Nowej Hucie
- 96 Pułk Artylerii Obrony Przeciwlotniczej w Zabrzu
- 97 Pułk Artylerii Obrony Przeciwlotniczej w Będzinie
- 98 Pułk Artylerii Obrony Przeciwlotniczej we Wrocławiu
- 99 Pułk Artylerii Obrony Przeciwlotniczej w Ząbkowicach Śląskich